# Pascal Lamy
Pascal Lamy (Levallois-Perret, 8 april 1947) is een politicus van Franse afkomst. Hij was Europees Commissaris tussen 1999 en 2004 en de directeur-generaal van de Wereldhandelsorganisatie tussen 2005 en 2013.

## Opleiding
Net als de meeste Franse politici heeft Lamy een opleiding gevolgd aan de prestigieuze École nationale d'administration in Parijs. Ook heeft hij recht en politicologie gestudeerd. Tevens heeft hij een MBA van de École des hautes études commerciales de Paris.

## Loopbaan
Lamy was werkzaam bij verschillende Franse ministeries en voor verschillende politici. Hij stond gedurende tien jaar Jacques Delors bij toen deze voorzitter was van de Europese Commissie.
Van 1985 tot 1994 was Lamy actief binnen de Socialistische partij van Frankrijk, echter niet als parlementslid of minister maar in een adviesraad.
Van 1994 tot 1999 werkte Lamy bij de Franse bank Le Crédit Lyonnais.
Van 1999 tot 2004 was Lamy verantwoordelijk voor Handel binnen de Europese Commissie.
Van 1 september 2005 tot 1 september 2013 werkte Lamy als voorzitter van de Wereldhandelsorganisatie (WTO).

## Personalia
Pascal Lamy is getrouwd en heeft drie zonen.